# Нікопольський район Катеринославського повіту
Нікопольський або Третій район Катеринославського повіту - адміністративно - територіальна одиниця, що існувала на терені сучасної Дніпропетровської області у 1920 - 1921 роках. Районний центр - місто Нікополь.

## Виникнення
Нікопольський або Третій район було утворено у 1920 р. До його складу входили Нікопольська, Олексіївська, Покровська, Ново-Софіївська, Ново-Павлівська, Городищенська, Червоногригорівська, Лошкарівська, Біленська, Вищетарасівська, Борисівська та Анастасівська волості.

## Розформування
Нікопольський район було розформовано згідно постанови ВУЦВК від 12 жовтня 1921 року у зв 'язку з виокремленням території району у Нікопольський повіт Катеринославської губернії.